# Natività coi santi Giovanni Battista e Girolamo
Natività con san Giovanni battista e san Girolamo (conosciuto anche come Presepe dei conigli) è un dipinto del pittore veronese Girolamo dai Libri, realizzato con la tecnica della pittura a olio su tela, conservato nel museo di Castelvecchio a Verona.

## Descrizione
La tela era stata commissionata per la cappella Maffei della chiesa di Santa Maria in Organo a Verona e qui rimase fino al 1720, quando venne sostituita da un'altra natività di Carlo Salis e quindi collocata nei corridoi del noviziato del monastero. Nel 1812 il monastero venne soppresso sotto la dominazione napoleonica e il dipinto approdò nelle collezioni civiche veronesi.
Giorgio Vasari ebbe modo di osservarla quando si trovava nella sua collocazione originaria e ne dedicò una menzione nella sua opera Le Vite descrivendo in particolare i conigli in primo piano come "vivi e naturali". A proposito dei conigli rappresentati, sappiamo che il monaco e celebre incisore fra Giovanni da Verona acquistò da Girolamo il loro bozzetto e lo usò come modello per uno degli specchi del grandioso leggio a cui stava lavorando e che finì nel 1501; ciò spiega la perfetta somiglianza, sia nella forma che nelle dimensioni, dei conigli rappresentati nella tela e sul leggio.
Nell'opera, stilisticamente non distante dalla quasi coeva Deposizione dalla croce dipinta dallo stesso Girolamo per la stessa chiesa, si notano gli influssi mantegneschi senza nascondere la formazione dell'autore come miniaturista nella bottega paterna. Lo sfondo lacustre è invece ripreso da un'incisione di Albrecht Dürer del 1498.